# Aristosyrphus minutus
Aristosyrphus minutus är en tvåvingeart som beskrevs av Thompson 2004. Aristosyrphus minutus ingår i släktet Aristosyrphus och familjen blomflugor. Inga underarter finns listade i Catalogue of Life.